# Karel Divíšek
Karel Divíšek, přezdívaný Tunál Divíšek (6. srpna 1902 Brno – 24. října 1956 Brno) byl český sportovec, letec, automobilový závodník, potápěč, jeskyňář a podnikatel, otec herečky Niny Divíškové a výtvarnice Tamary Divíškové, manžel divadelní pedagožky Elmarity Diviškové. Neoficiálně byl také často označován jako brněnský Picard, neboť se jednalo o průkopnickou osobnost v oblasti českého potápění.

## Život
Ve třech letech mladý Divíšek, syn Karla Divíška st. (1873–1949), který měl velkou zásluhu na pevných základech sportovního Brna, začal bruslit, pak se dal na plavání (První plavecké závody v Brně 1913) a cvičil v Sokole. Už v chlapeckých letech lyžoval, jezdil na kole, šermoval, boxoval, ale hlavně se věnoval lehké atletice. V roce 1919 běžel v dresu atletického klubu Moravská Slavia závod na 10 km a o rok později i I. přespolní běh v Brně. Závodil především v bězích, a i když jeho zamilovanou disciplínou byly střední tratě, dovedl úspěšně běžet i 10 km a vyhrát je při slavnostním otevírání pisáreckého hřiště jeho klubu Moravské Slavie. Byl i účastníkem vůbec prvních brněnských lyžařských závodů (1920) a vedl lyžařský kurz s praktickým výcvikem na svahu při Wilsonově lesíku v brněnských Žabovřeskách (1921).

### Automobilové závody a ředitel autoškoly
Poprvé závodil v automobilu na Prvním automobilovém a motocyklovém turnaji v Brně (27. září 1925). Start se mu příliš nevydařil, protože svoji Tatru uvedl do chodu až po 33 vteřinách, kdy ostatní závodníci byli daleko od Jakubského náměstí, kde byl start. Ale celkově po všech turnajových soutěžích obsadil se 170 body 3. místo. Zvítězil Bedřich Soffer na Sénéchalu. Na Automobilovém a motocyklovém turnaji ve Vsetíně 25. července na Tatře dojel na 3. místě. Na III. ročníku závodu do vrchu Brno-Soběšice (5. června 1926) startoval v cestovních automobilech do 1500 cm³ na Waltru WZ a obsadil 3. místo. V letech 1927–1931 závodil na automobilech brněnské Zbrojovky (Z 18 Sport, Z 14, Z 9). Nejprve to bylo na tzv. automobilových turnajích. Na turnajích v roce 1927 zvítězil v Přerově, Vsetíně a v Brně a ještě k tomu připojil vítězství jízdě spolehlivosti v Třebíči. Neúspěšně se v červenci 1929 zúčastnil s továrními jezdci Stohanzlem a Mamulou na vozech Z 4V (konstrukčně vycházel z vozů Z 18 Sport, motor M6 – dvoupístový dvoudobý dvouválec, podélně zdvojený, 0,995 l, max. výkon 34 kW/46 k) mezinárodních závodů na Nürburgringu. Nezdar byl pociťován správní radou tak silně, že okamžitě oba dva vozy prodala soukromníkům a hodlala nadobro zanechat závodní činnosti.
Na Masarykově okruhu v Brně startoval v roce 1930 (dojel v třídě Voiturette sice do cíle na 3. místě, ale nebyl na voze Zbrojovka Z-S30 klasifikován pro překročení časového limitu), na závodech automobilů do vrchu Ecce Homo v letech 1929–1930, Brno-Soběšice (1927-8, v roce 1928 na Z 18 vyhrál třídu cestovních automobilů do 1000 cm³) a úspěšně se účastnil několika soutěží (např. VIII. mezinárodní soutěže Automobil Klubu Polski (1929), I. Auto-Moto Rallye do Vysokých Tater v roce 1930, Jízdy na 10.000 km Evropou, uspořádanou německým autoklubem AvD na přelomu května a června 1931, kde s Antonínem Kahlem na voze Z 9 obsadili první místo ve třídě atd.).

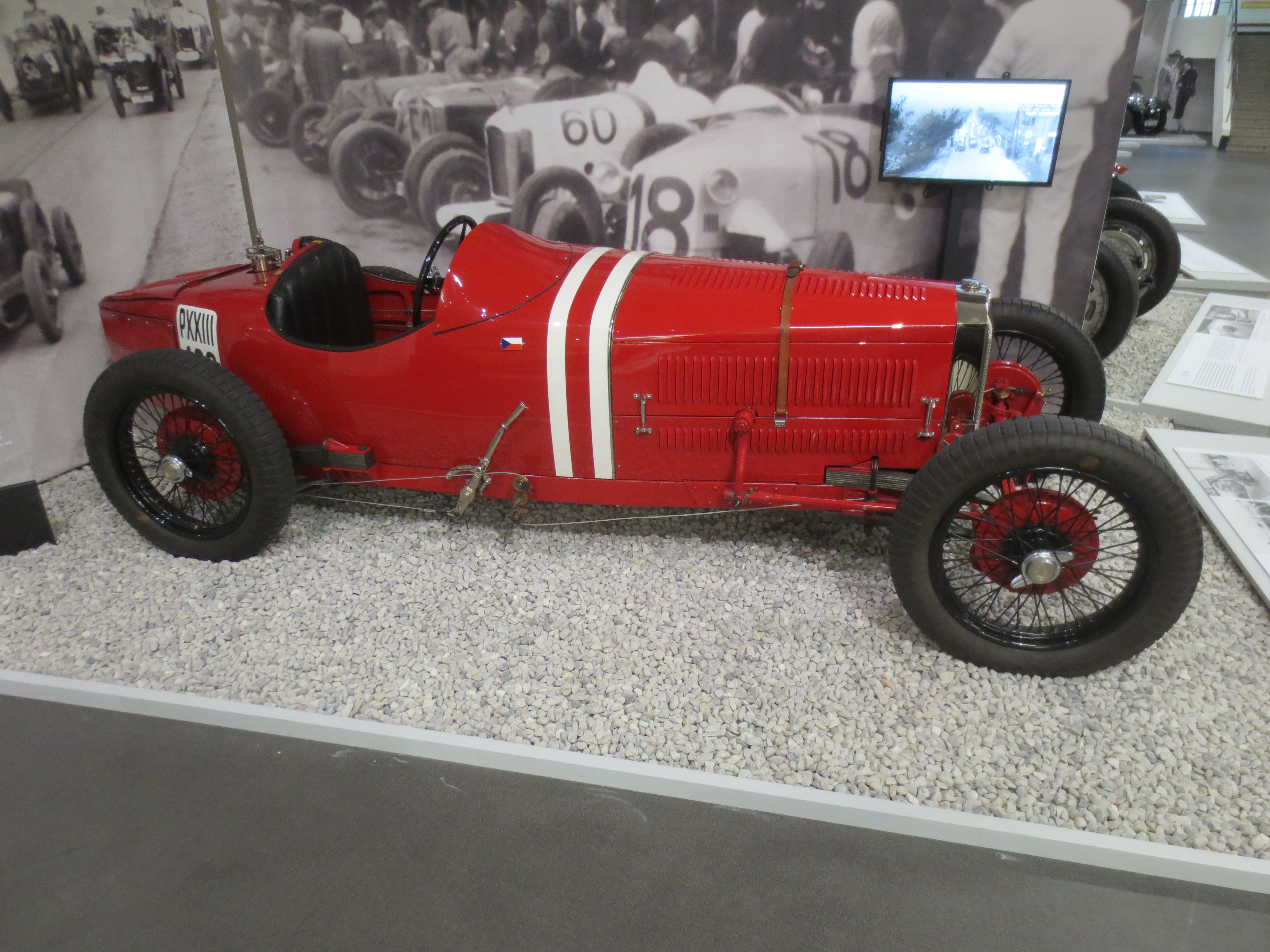
Vůz Zbrojovka Z-S30, na kterém Divíšek s Procházkou jeli v roce 1930 první závod na Masarykově okruhu

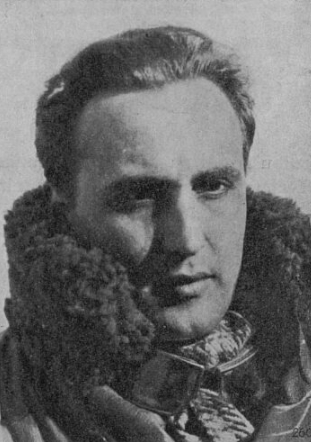
Karel Divíšek, letec (1929)

Poté, co se začal zaobírat sportovním motorismem, podnikal jako majitel autoškoly. Jako instruktor Autoškoly Divíšek & Ing. Brandstätter a později i vedoucí vlastní autoškoly naučil motoristické abecedě mnohé, kteří později sedali i za volant závodních vozů či se chápali řídítek závodních motocyklů. Od roku 1930–1948 byl majitel a ředitel autoškoly, která sídlila v Brně na Cejlu 65. V dubnu 1934 byl iniciátorem založení Auto Z klubu. Ve dnech 21. a 22. dubna 1934 se konal v Brně sjezd majitelů automobilů „Z“. Na sobotu byla naplánována společná vyjížďka na Macochu k prohlídce jeskyní s výkladem profesora Absolona a ing. Brandstättera (odjezd ve 14.30 hodin od Zbrojovky). Karel Absolon zde pronesl odborný výklad. V neděli se sešli všichni účastníci ráno v 8.30 hodin u Zbrojovky v Zábrdovicích, odkud byl společný odjezd k projížďce městem a přes Masarykův okruh na Výstaviště, kde se v 10.30 hodin v hale Zbrojovky konala ustavující valná hromada Z-klubu.

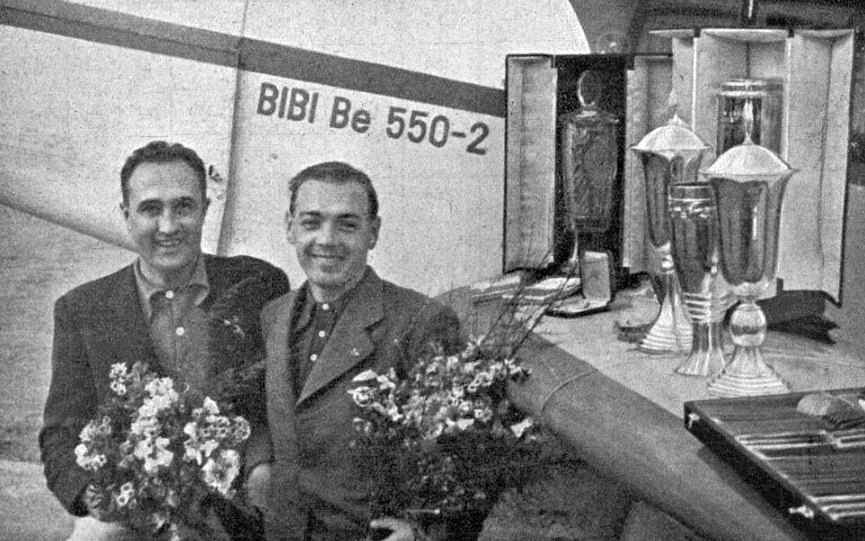
Karel Divíšek a Vladislav Krejčí, vítězná posádka Národního letu RČS (1937)

### Sportovní pilot a letecké závody
Karel Divíšek se 8. srpna 1929 podrobil praktickým zkouškám Ministerstva veřejných prací a jako první ze žáků Moravského Aeroklubu (MAK) dosáhl diplomu pilota. Jako člen MAK se potom zúčastnil řady sportovních leteckých závodů a leteckých dnů. Na Letu pravidelnosti Moravou 29. května 1937 obsadila posádka Divíšek-ing. Nebeský na letounu Š 239 z MAK 3. místo. Jeho největším úspěchem bylo celkové vítězství v Národním letu RČS 1937 spolu s Vladislavem Krejčím. Startovali na letounu Beneš-Mráz Be-550 Bibi. Ve dnech 24.-26. září 1937 se letoun Be-550 (OK-BET, výr. č. 2, imatrikulován 22. září 1937) za pilotáže Vladislava Krejčího a Karla Divíška z Moravskoslezského aeroklubu zúčastnil 3. ročníku Národního letu RČs. V celkovém pořadí zvítězili rychlostí 186,8 km/h a při závodu spotřeby dosáhli spotřeby 6,5 kg na 100 km. V roce 1938 brněnská sportovní letka MAK připravila leteckou návštěvu bělehradské letecké výstavy se 3 letouny. V sobotu 4. června odstartovala v Brně ve 12.45 letka tří Be 50 s posádkami: Šenk-Pištělák, Divíšek-Dr. Císař a Kotiba-Pařízek. Zúčastnili se úspěšně bělehradského leteckého dne. Při zpátečním letu navštívili bosenskou Banja Luku a byli účastníky manifestace československo-jugoslávské bratrské vzájemnosti. Letectví se věnoval i po druhé světové válce, kdy létal se sportovním Piperem.

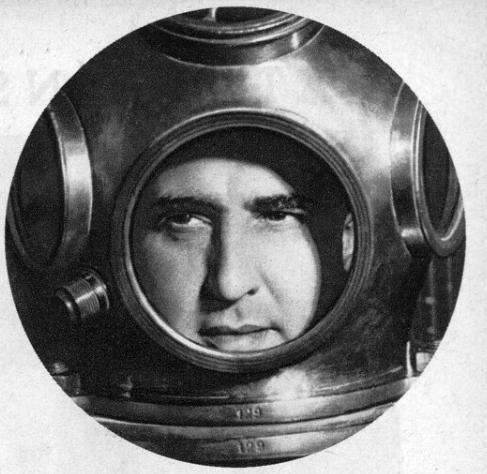
Karel Divíšek, potápěč (1940)

### Potápěč a speleologie
Od počátku 30. let se věnoval speleologii. Jednalo se o pomoc příteli, profesoru objeviteli a speleologovi Karlu Absolonovi. Tunál Divíšek se jako speleolog a jeden z prvních českých potápěčů aktivně podílel na průzkumu Punkevních jeskyní v Moravském krasu. V roce 1933 pomohl Divíšek při objevení takzvané mokré cesty mezi propastí Macocha a přilehlých jeskyní po říčce Punkvě.
V roce 1942 byl natočen Lachmannfilmem Praha dokumentární film Tajemství Macochy, kde účinkoval jako potápěč i Karel Divíšek.
V 50. letech 20. století pak zde působil coby jejich správce (neboť autoškola mu byla znárodněna). Kromě jiného se také jednalo o známého otužilce. Společně se známým dálkovým plavcem Oldřichem Liškou zahájil Divíšek v říjnu 1949 otužileckou sezonu právě plaváním v ponorné říčce Punkvě. Zahájení sezóny zimního plavání se pravidelně od roku 1949 děje Memoriálem T.K. Divíška v Punkevní jeskyni.
V Muzeu Blanenska na místním zámku je uchováván historický potápěčský skafandr Karla Divíška. Jedná se o gumový oblek s kovovou helmou, který se objevil na výstavách dokonce i v Národním nebo Moravském zemském muzeu.

### Agranulocytóza
V připomínce k jeho 40. narozeninám brněnské Lidové noviny připomněly, že Divíškovi při sportovních ale i krasových pracích mnohdy přálo štěstí. A Divíšek k tomu dodal: "A víte proč? Protože mne už jednou noviny pochovaly, což se stalo pouze nedopatřením při nehodě inž. Diviše v Pardubicích. Od té doby věřím podle známého přísloví, že budu ještě dlouho živ."
Divíšek zemřel na agranulocytózu (což je v podstatě kritický pokles bílých krvinek) roku 1956 ve věku 54 let a byl pohřben na Ústředním hřbitově v Brně, sk. 75, ř. 2, hrob č. 216-217.